# قائمة مشغلي طائرات الإنذار المبكر والتحكم
هذه قائمة بالدول التي تملك وتشغل أو تخطط لاقتناء طائرات نظم الإنذار المبكر والتحكم المحمول جوا : والمعروف اختصار بـ (AEW & C): هو نظام رادار محمول جوا مصممه لكشف وتتبع الطائرات والصواريخ والسفن والمركبات على مسافات بعيدة والسيطرة والقيادة في ساحة المعركة وفي الاشتباكات الجوية عن طريق توجيه المقاتلات وطائرات الهجوم الضاربه.
ظهرت طائرات الإنذار المبكر لأول مرة خلال الحرب العالمية الثانية عندما تم تركيب وحدات رادار للبحث الجوي على قاذفات القنابل مثل فيكرز ويلينغتون.

## مشغلون حاليون

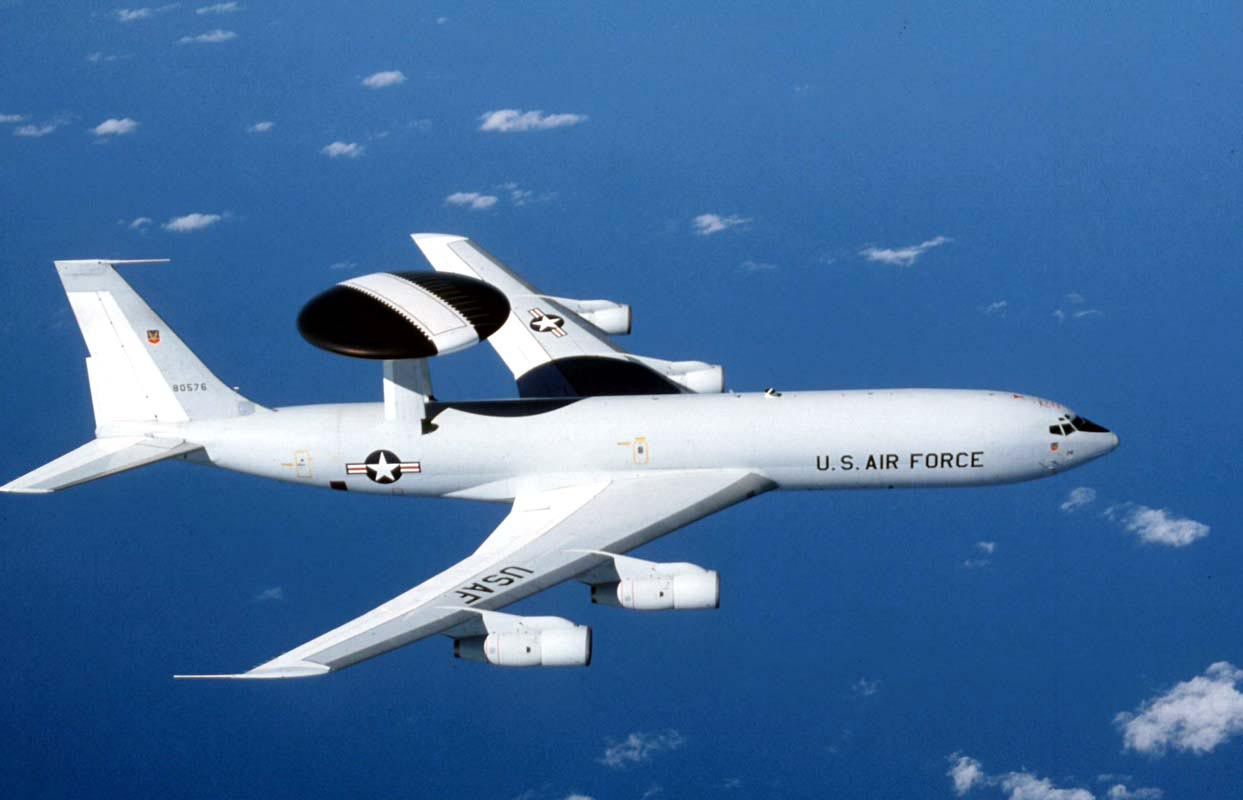
طائرة القوات الجوية الأمريكية من طراز بوينغ إي-3 سينتري -أواكس.

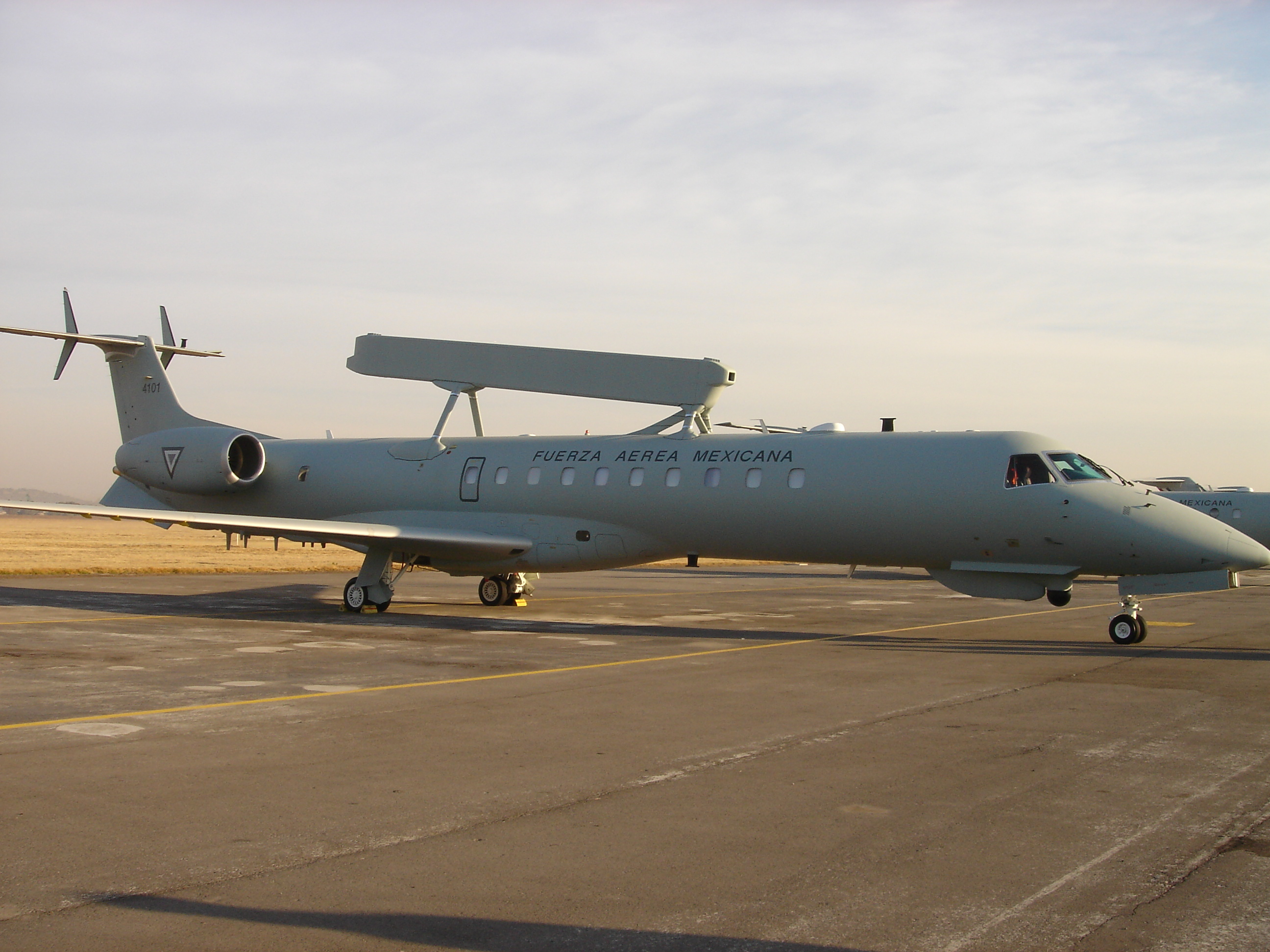
القوات الجوية المكسيكية Embraer EMB-145.

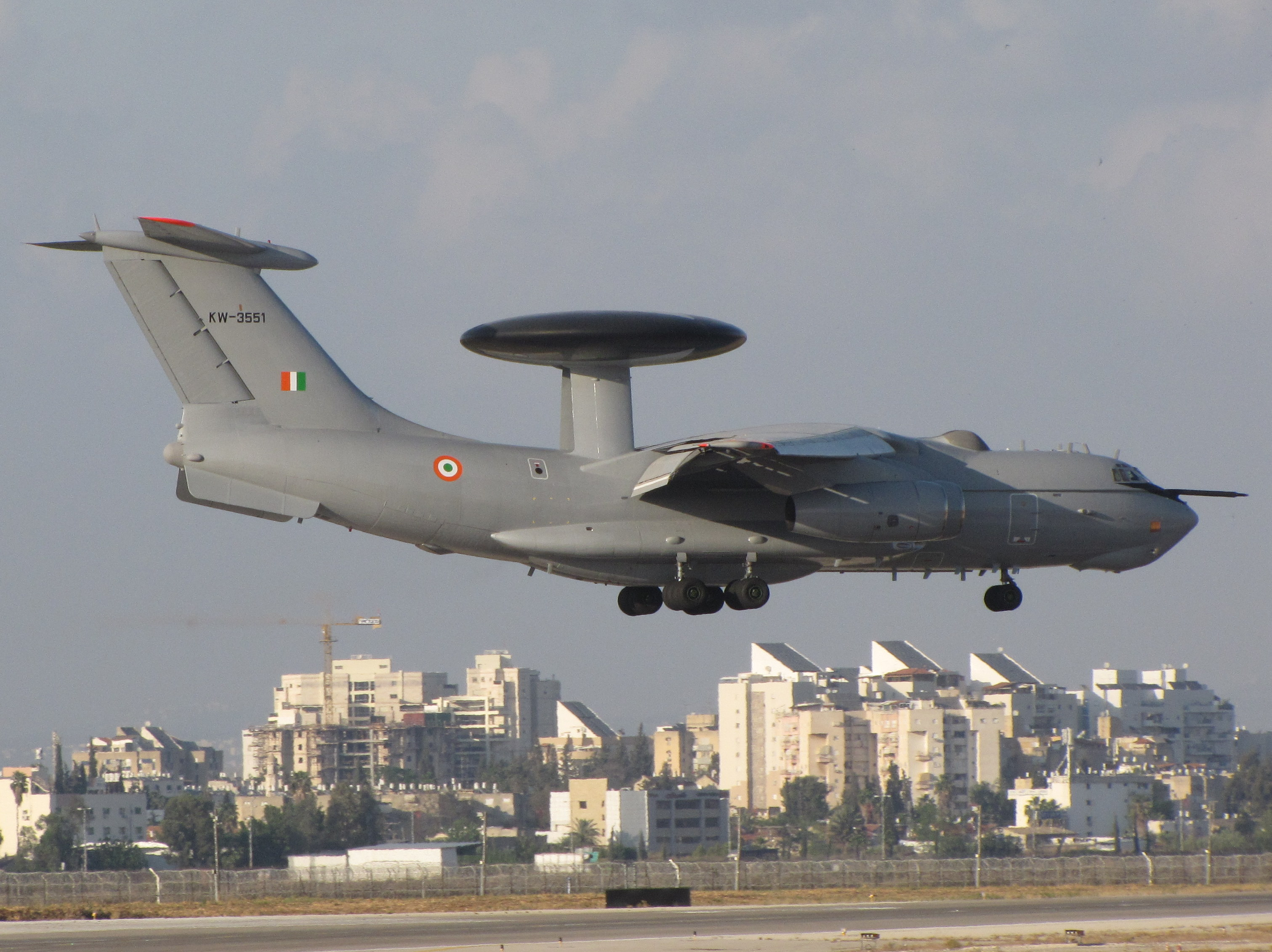
القوات الجوية الهندية بيريف إيه -50 EL/W-2090 AEW&C

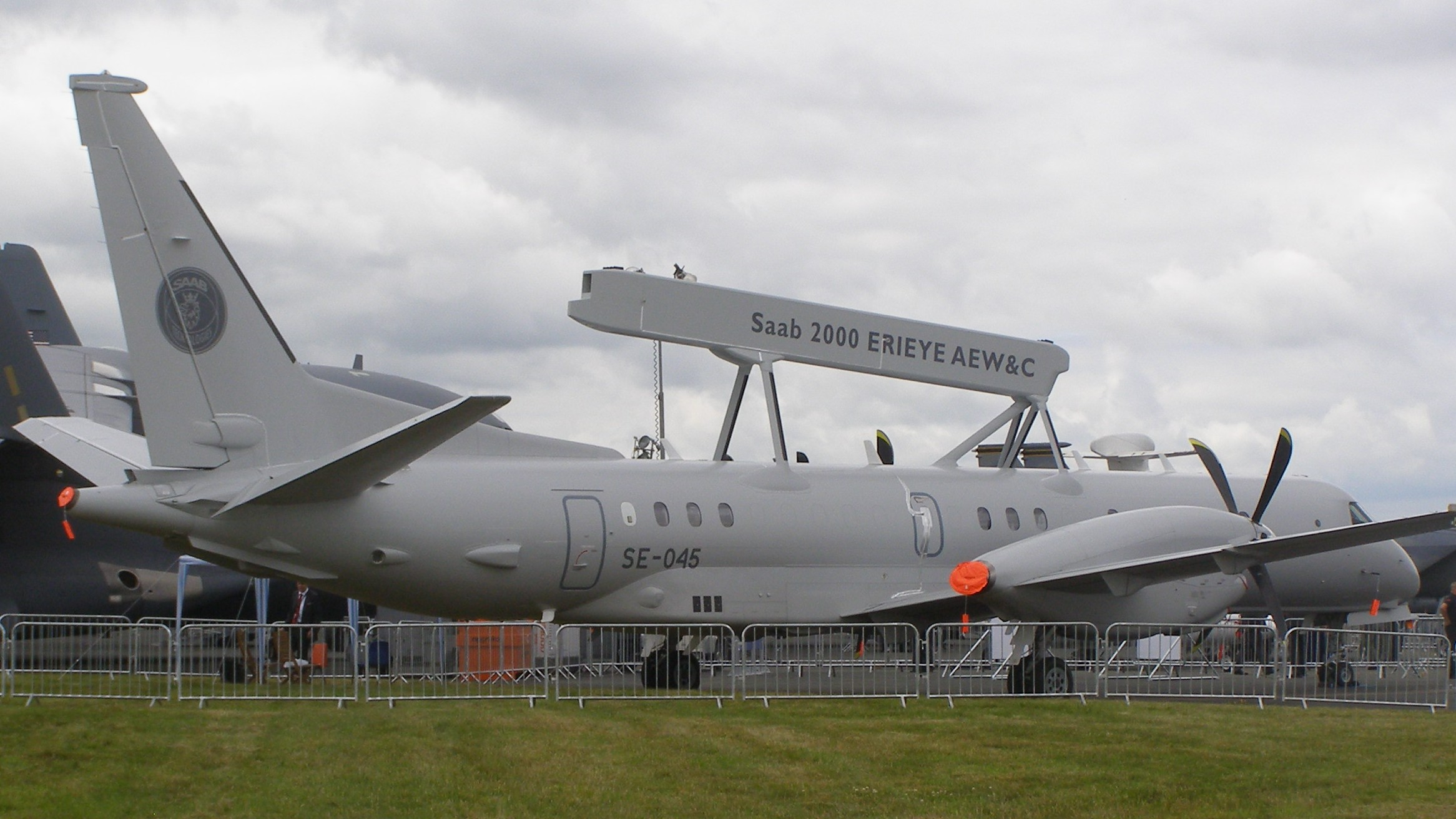
ساب 2000 نظام رادار AEW&C built for the القوات الجوية الباكستانية.

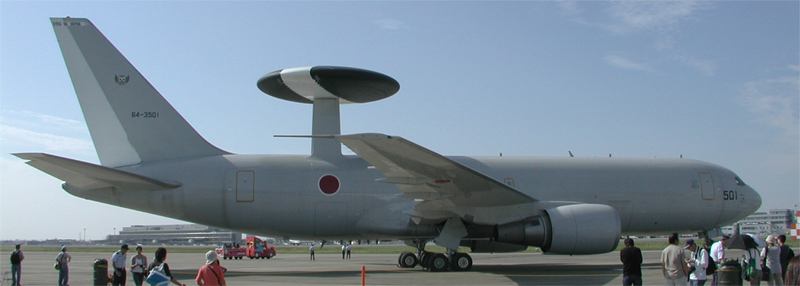
بوينغ إي-767 of the قوة الدفاع الذاتي الجوية اليابانية.

| المشغل                             | نوع الطائرة                                                                    | الوحدة العسكرية                 | القاعدة الجوية                       | المجموع |
| ---------------------------------- | ------------------------------------------------------------------------------ | ------------------------------- | ------------------------------------ | ------- |
| القوات الجوية الملكية الأسترالية   | بوينغ 737 (AEW&C)                                                              | No. 2 Squadron RAAF             | Williamtown                          | 6       |
| القوات الجوية البرازيلية           | امبراير آر-99إيه                                                               | مجموعة الطيران السادسة          | أنابوليس                             | 5       |
| سلاح الجو التشيلي                  | Boeing 707-385C                                                                | مجموعة الطيران العاشرة          | سانتياغو                             | 1       |
| PLAAF                              | كيه جي-2000                                                                    | 26th Air Division               | Chongming Island ‏                    | 4       |
| القوات الجوية المصرية              | إي - 2 هوك آي                                                                  | 87th Squadron                   | القاهرة-شرق                          | 6       |
| القوات الجوية الفرنسية             | بوينغ إي-3 سينتري                                                              | 00.036 Squadron                 | Avord                                | 4       |
| البحرية الفرنسية                   | إي - 2 هوك آي                                                                  | 4th Flotilla                    | حاملة الطائرات الفرنسية شارل ديقول   | 3 or 4  |
| القوات الجوية اليونانية            | امبراير إي إم بي-145إتش                                                        | 380th Squadron                  | إلفسينا                              | 4       |
| القوات الجوية الهندية              | بيريف إيه -50EI                                                                | No. 50 Squadron                 | مطار أغرة ‏                           | 3       |
| القوات الجوية الإسرائيلية          | غلف ستريم جي 550                                                               | 122nd Squadron                  | Nevatim                              | 3       |
| قوة الدفاع الذاتي الجوية اليابانية | بوينغ إي-767 إي - 2 هوك آي                                                     | AEW Group                       | Hamamatsu قاعدة ميساوا الجوية        | 4 13    |
| القوات الجوية الكورية الشمالية     | أنتونوف أن-24                                                                  | Unknown                         | Unknown                              | 1       |
| سلاح الجو الكوري الجنوبي           | بوينغ 737 (AEW&C)                                                              | 5th Tactical Airlift Wing       | Gimhae Air Base                      | 4       |
| القوات الجوية المكسيكية            | امبراير 145إيه إي دبليو & سي امبراير 145آر إس/جي إس فيرتشايلد سي-26 ميترولاينر | 501th Squadron                  | Santa Lucía                          | 1 2 4   |
| الناتو                             | بوينغ إي-3 سينتري                                                              | NATO AEW&C FC ‏                  | Geilenkirchen                        | 17      |
| القوات الجوية الباكستانية          | نظام رادار (Erieye) Shaanxi ZDK-03 K. Eagle ‏                                   | No. 13 Squadron No. 4 Squadron  | PAF Base Minhas PAF Base Masroor     | 3 4     |
| القوات الجوية الروسية              | بيريف إيه -50                                                                  | 2457th AB SDRLO                 | Ivanovo Severny                      | 16      |
| القوات الجوية الملكية السعودية     | بوينغ إي-3 سينتري                                                              | 18th Squadron                   | Prince Sultan                        | 5       |
| القوات الجوية السنغافورية          | غلف ستريم جي 550                                                               | 111th Squadron ‏                 | Tengah                               | 4       |
| القوات الجوية السويدية             | ساب إس 100 بي                                                                  | 17 Wing ‏                        | Kallinge                             | 6       |
| سلاح الجو الملكي التايلاندي        | ساب إس 100 بي                                                                  | 702nd Squadron                  | Surat Thani ‏                         | 2       |
| القوات الجوية التايوانية           | إي - 2 هوك آي                                                                  | 2nd EW Squadron                 | Pingtung                             | 6       |
| سلاح الجو الملكي                   | بوينغ إي-3 سينتري                                                              | 8/23/54 Squadrons               | Waddington                           | 6       |
| القوات الجوية الأمريكية            | بوينغ إي-3 سينتري                                                              | 3rd Wing ‏ 18th Wing 552nd Wing ‏ | Tinker Elmendorf قاعدة كادينا الجوية | 32      |
| بحرية الولايات المتحدة             | إي - 2 هوك آي                                                                  | إي - 2 هوك آي                   | Norfolk Point Mugu ‏ Atsugi           | 55      |

## مشغلي المستقبل
| Operator                            | Aircraft                  | Date      | Total |
| ----------------------------------- | ------------------------- | --------- | ----- |
| القوات الجوية الإماراتية            | ساب إس 100 بي             | 2011–2012 | 2     |
| القوات الجوية الهندية               | DRDO AEW&CS بيريف إيه -50 | 2013 2014 | 3 3   |
| القوة الجوية الإيطالية[بحاجة لمصدر] | EL/W-2085                 | 2015      | 2     |
| القوات الجوية التركية               | بوينغ 737 (AEW&C)         | 2014      | 4     |

## مشغلون سابقون

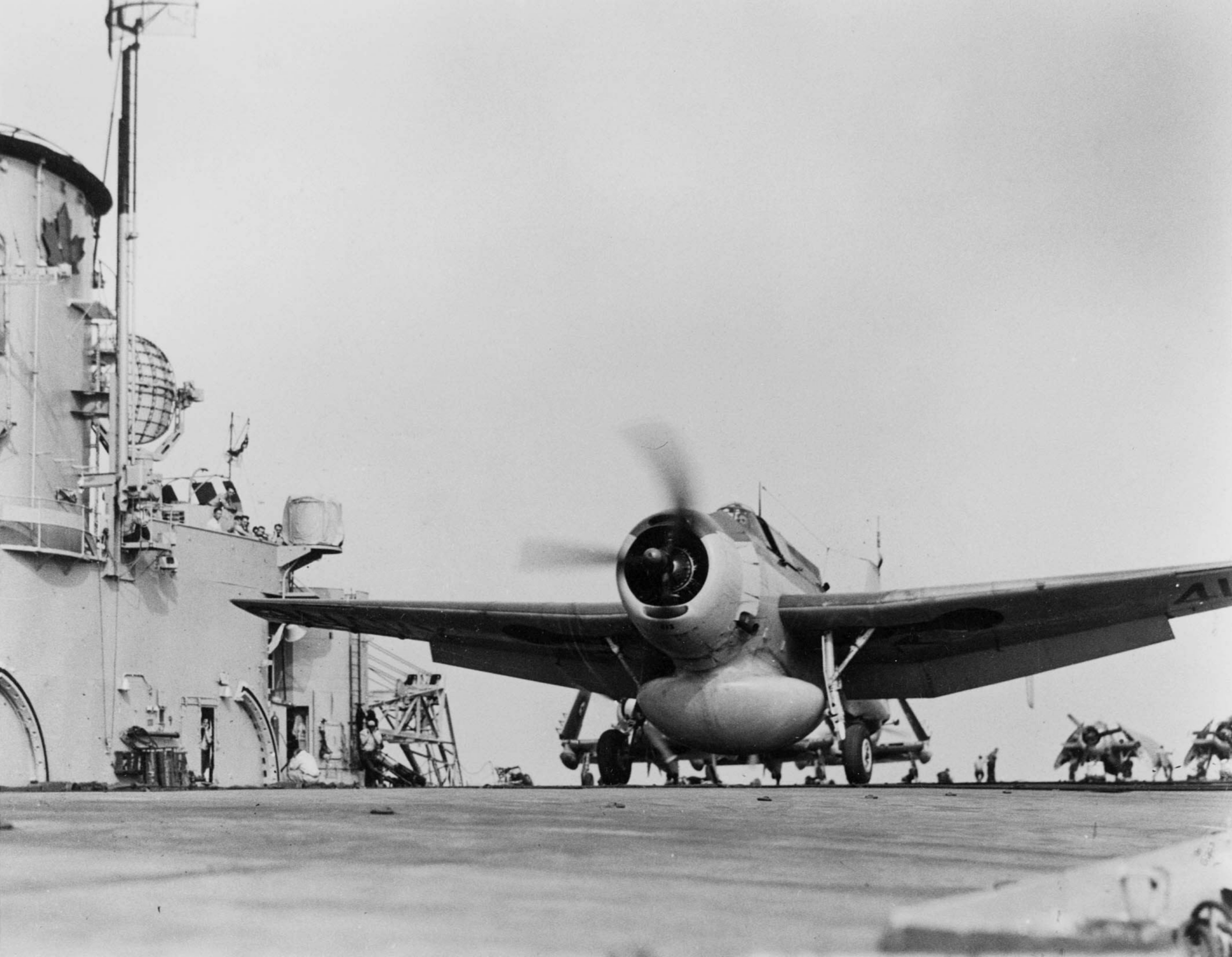
RCN غرومان تي بي إف آفنجرز on board HMCS Magnificent

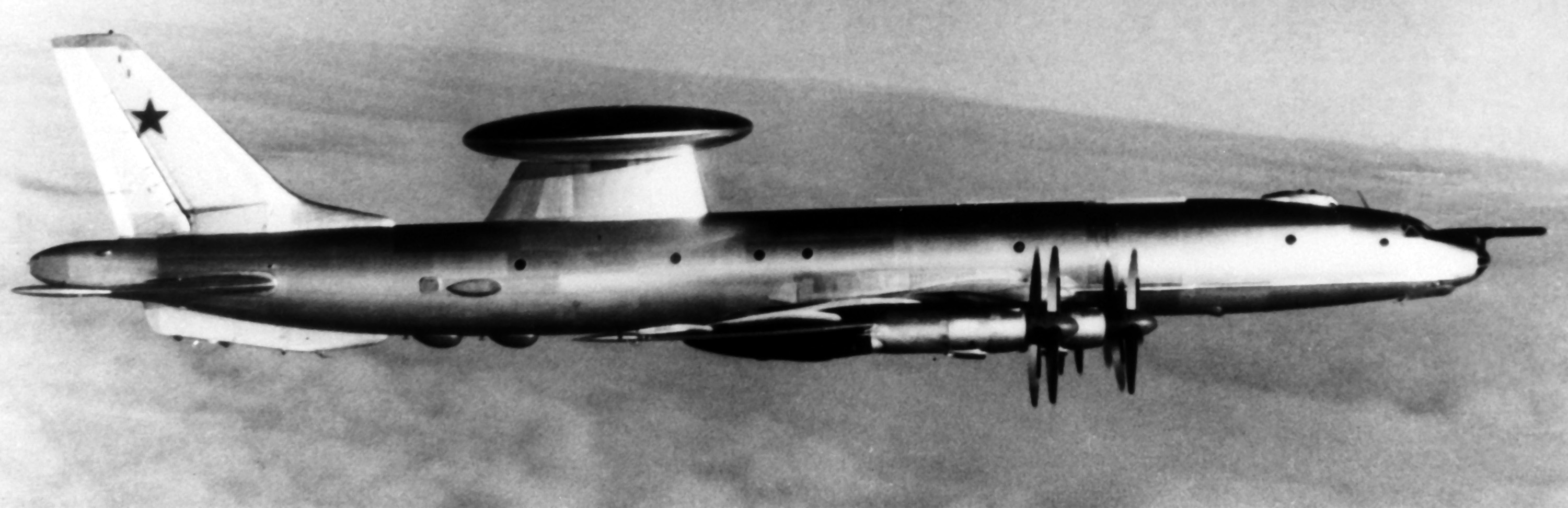
توبوليف تي يو 126

| Operator                                         | Aircraft                            | Date      | Total  |
| ------------------------------------------------ | ----------------------------------- | --------- | ------ |
| القوات الجوية السوفيتية                          | أنتونوف أن-71                       | 1985–1991 | 3      |
| سلاح الجو الملكي                                 | أفرو شاكلتون                        | 1972–1991 | 12     |
| بحرية الولايات المتحدة                           | Boeing PB-1W Flying Fortress        | 1946–1955 | 22     |
| سلاح الجو الملكي                                 | بريتش ايروسبيس نمرود إيه إي دبليو 3 | 1982–1986 | 11     |
| بحرية الولايات المتحدة                           | دوغلاس إيه-1 سكاي رايدر             | 1950–     | 368    |
| Fleet Air Arm                                    | دوغلاس إيه-1 سكاي رايدر             | 1951–1962 | 50     |
| Fleet Air Arm                                    | Fairey Gannet AEW.3                 | 1959–1978 | 44     |
| بحرية الولايات المتحدة                           | Grumman AF-2W Guardian ‏             | 1950–1955 | 153    |
| بحرية الولايات المتحدة                           | غرومان تي بي إف آفنجرز              | 1945–1950 | 40     |
| البحرية الملكية الكندية                          | غرومان تي بي إف آفنجرز              | 1952–1959 | 8      |
| Fleet Air Arm                                    | غرومان تي بي إف آفنجرز              | 1951–1955 |        |
| بحرية الولايات المتحدة                           | غرومان إي 1 تراسر                   | 1958–1977 | 88     |
| القوة الجوية العراقية                            | إليوشن إي أل-76                     | 1987–1991 | 4      |
| بحرية الولايات المتحدة & القوات الجوية الأمريكية | لوكهيد إي سي-121 وارنينغ ستار       | 1954–1982 | 232    |
| القوات الجوية السوفيتية                          | توبوليف تي يو 126                   | 1965–1984 | 12 ca. |
| سلاح الجو الملكي                                 | فيكرز ويلينغتون                     | 1944–1945 | 2+     |